# Phytelephas
Phytelephas Ruiz & Pav., 1798 è un genere di piante della famiglia delle Arecacee (o Palme). 

## Tassonomia
Comprende le seguenti specie:
- Phytelephas aequatorialis Spruce
- Phytelephas macrocarpa Ruiz & Pav.
- Phytelephas tenuicaulis (Barfod) A.J.Hend.
- Phytelephas tumacana O.F.Cook